# Caroline Walker
Caroline Walker, ameriška atletinja, * 15. oktober 1953, Oregon, ZDA.
Ni nastopila na poletnih olimpijskih igrah. Leta 1970 je osvojila Maraton Trail's End kot prva atletinja. 28. februarjs 1970 je postavila svetovni rekord v maratonu, ki ga je držala do maja 1971.
| Rekordi                       | Rekordi                                                       | Rekordi                |
| ----------------------------- | ------------------------------------------------------------- | ---------------------- |
| Predhodnik: Anni Pede-Erdkamp | Svetovna rekorderka v maratonu 28. februar 1970 – 9. maj 1971 | Naslednik: Beth Bonner |